# ولاية ريفرز
ولاية ريفرز هي إحدى ولايات نيجيريا الست والثلاثين، وعاصمتها بورت هاركورت. يحدها من الجنوب المحيط الأطلنطي، ومن الشمال إيمو، وأبيا، وأنامبرا، ومن الشرق ولاية أكوا إبوم ومن الغرب ولاية بايلسا، ودلتا. تعتبر ولاية ريفرز موطن مجموعات عرقية متنوعة، ومنها:: إيكويري، لجاو، وأوجوني.
يتكون الجزء الداخلي من ولاية ريفرز من غابات استوائية مطيرة؛ وباتجاه الساحل، تحتوي بيئة دلتا النيجر على الكثير من مستنقعات شجر المنغروف.
وقد كانت ولاية ريفرز، التي سميت بذلك الاسم نظرًا لكثرة الأنهار التي تحدها، جزءًا من محمية أنهار النفط، من 1885 وحتى 1983، عندما كانت محمية ساحل النيجر. وفي 1900، تم دمج المنطقة مع أراضي شركة النيجر الملكية المستأجرة لتكوين مستعمرة نيجيريا الجنوبية.
تكونت الولاية في 1967 بعد انفصال المنطقة الشرقية في نيجيريا. وحتى 1996، كانت الولاية تضم هذه المنطقة الموجودة حاليًا في ولاية بايلسا.

## الأقسام الإدارية
تنقسم ولاية ريفرز إلى ثلاث وعشرين منطقة حكومية محلية (LGAs):
| اسم المنطقة الحكومية المحلية | المنطقة (كم2) | عدد السكان وفقًا للتعداد السكاني لعام 2006 | العاصمة الإدارية | الرمز البريدي |  |
| ---------------------------- | ------------- | ----------------------------------------- | ---------------- | ------------- |  |
| بورت هاركورت                 | 109           | 541,115                                   | بورت هاركورت     | 500           |  |
| أوبيو أكبور                  | 260           | 464,789                                   | رومودومايا       | 500           |  |
| أوكريكا                      | 222           | 222,026                                   | أوكريكا          | 500           |  |
| أوجو/بولو                    | 89            | 74,683                                    | أوجو             | 500           |  |
| إليمي                        | 138           | 190,884                                   | إليمي            | 501           |  |
| تاي                          | 159           | 117,797                                   | ساكبينوا         | 501           |  |
| جوكانا                       | 126           | 228,828                                   | كبور             | 501           |  |
| كانا                         | 560           | 294,217                                   | بوري             | 502           |  |
| أويجبو                       | 248           | 122,687                                   | أفام             | 502           |  |
| أوبوبو/نكورو                 | 130           | 151,511                                   | مدينة أوبوبو     | 503           |  |
| أندوني                       | 233           | 211,009                                   | نجو              | 503           |  |
| بوني                         | 642           | 215,358                                   | بوني             | 503           |  |
| ديجيما                       | 1,011         | 249,773                                   | ديجيما           | 504           |  |
| أياري تورو                   | 113           | 220,100                                   | بوجوما           | 504           |  |
| أكوكو تورو                   | 1,443         | 156,006                                   | أبونيما          | 504           |  |
| أبوا/أودوال                  | 704           | 282,988                                   | أبوا             | 510           |  |
| أهوادا الغربية               | 403           | 249,425                                   | أكينيما          | 510           |  |
| أهوادا الشرقية               | 341           | 166,747                                   | أهوادا           | 510           |  |
| أوجبا/إجبيما/ندوني           | 969           | 284,010                                   | أوموكو           | 510           |  |
| إيموهوا                      | 831           | 201,901                                   | إيموهوا          | 511           |  |
| إيكويري                      | 655           | 189,726                                   | إسيوكبو          | 511           |  |
| إتشي                         | 805           | 249,454                                   | أوكهي            | 512           |  |
| أوموما                       | 170           | 100,366                                   | إيبري            | 512           |  |

## الاقتصاد
تضم ولاية ريفرز أكبر اقتصاديات نيجيريا، وذلك نظرًا لوجود النفط الخام بها. كما تضم الولاية اثنتين من المصافي الكبيرة، وميناءين بحريين كبيرين، ومطارات، والعديد من العقارات الصناعية المنتشرة عبر الولاية بأكملها، خاصةً في عاصمة الولاية.

## التعليم
في عام 1999، كان بالولاية 2805 مدرسة ابتدائية حكومية و243 مدرسة ثانوية. وتتركز المدارس الثانوية غالبًا في المدن الرئيسية في المناطق الحكومية المحلية وفي بورت هاركورت. وتتضمن المؤسسات التعليمية بالمقاطعة ما يلي: جامعة بورت هاركورت، في تشوبا ببورت هاركورت، والتي أسستها الحكومة الفيدرالية في 1975، وجامعة ولاية ريفرز للعلوم والتكنولوجيا، التي تأسست في 1980 بواسطة الحكومة الفيدرالية، ومدرسة تكنولوجيا الصحة، في بورت هاركورت، والتي أسستها حكومة الولاية، ومؤسسة تعليمية متعددة الفنون مُدارة فيدراليًا، فضلاً عن مؤسسة ولاية ريفرز متعددة الفنون في بوري، والتي تديرها الولاية، وجامعة ولاية ريفرز التعليمية (جامعة إجناتيوس أجولو) في رومولوميني، ونكبولو، وأوروروكوا، ونديلي، علاوةً على مدرسة التمريض والتوليد في رومويمي، ببورت هاركورت.
حصلت كلية ولاية ريفرز للآداب والعلوم في بورت هاركورت على حالة تعدد الفنون في 2006.

## وفيات حريق ناقلة البترول عام 2012
في 12 يوليو 2012، لقي ما لا يقل عن 92 شخصًا مصرعهم نتيجةً لتحطم إحدى ناقلات البترول في الطريق الشرقي الغربي الرئيسي في أوكوجبي. وقد حاول الكثير من الضحايا التقاط البترول المتسرب، عند احتراق الناقلة.

## وصلات خارجية
- official Rivers State Government website